# Megastigmus asteri
Megastigmus asteri är en stekelart som beskrevs av William Harris Ashmead 1900. Megastigmus asteri ingår i släktet Megastigmus och familjen gallglanssteklar. Inga underarter finns listade i Catalogue of Life.